# Premi Fiter i Rossell
El premi Fiter i Rossell és un premi de novel·la en llengua catalana convocat pel Ministeri de Cultura del Principat d'Andorra i pel Cercle de les Arts i de les Lletres d'Andorra. Creat el 1987, és un dels premis més antics i rellevants del Principat d'Andorra en matèria literària. El català Joan Triadú i Font ha participat en nombroses ocasions en el jurat del premi. És lliurat pel cap de govern d'Andorra en una cerimònia anyal, la Nit Literària andorrana, organitzada de manera rotatòria al principat.Tenia una dotació de 20.000 l'any 2009, de 15.000 euros des del 2013 fins al 2016, i de 10.000 des des del 2017 fins al 2019.
L'any 2020 la Nit Literària andorrana es va ajornar fins a la tardor de 2021 a causa de la pandèmia del coronavirus

## Guanyadors
- 1987 — Antoni Dalmases, per La revolta de Job
- 1988 — Juli Minoves Triquell, per Segles de memòria
- 1989 — Joan Blasco Casanovas, per Hi ha una dona a la cel·la del pare prior
- 1990 — Vicenç Pérez Verdiell, per L'ombra del llac
- 1991 — desert
- 1992 — Jordi Carbonell, per El gat de casa
- 1993 — Vik Eims, per El missatge d'Anduk
- 1994 — Enric Vila i Casas, per El brunzir del temps
- 1995 — Joan Guasp, per Concert de comiat
- 1996 — Eduard Company, per Sense retorn
- 1997 — Joan Peruga, per Últim estiu a Ordino
- 1998 — Víctor Mora, per Carícies d'un desconegut
- 1999 — Albert Salvadó, per L'anell d'Àtila
- 2000 — David Nel·lo, per Nou dits
- 2001 — Vicent Usó, per L'herència del vent del Sud
- 2002 — Jordi Cussà, per L'alfil sacrificat
- 2003 — Sílvia Soler, per Mira'm als ulls
- 2004 — Antoni Dalmau Ribalta, per Primavera d'hivern
- 2005 — Jordi Sierra i Fabra, per Sinnaia[6]
- 2006 — Lluís Oliván Sibat, per Un pare possible
- 2007 — Carme Agustench, per Cròniques[7]
- 2009 — Damià del Clot, per Absolut taronja: cròniques de la ciutat desacomplexada[8]
- 2010, 2011 i 2012 — desert
- 2013 — Albert Hernàndez Xulvi, per La ciutat de les flors[9]
- 2014 — Josep Gironès Descarrega, per Presidi Major[10]
- 2015 — Maria Encarnació Bellostas, per La nena de la casa de la bauma[11]
- 2016 — Josep Maria Ràfols Cabrisses, per El xiscle de la sirena[4]
- 2017 — Núria Gras, per Paradís d'Ombres[3]
- 2018 — Ignasi Serrahima, per La mare del temps[2]
- 2019 — Joaquim Brustenga i Etxauri, per L’ombra del capità[1]
- 2020 — ajornat[5]
- 2021 — desert. Accèssit: Marta Boleda per Mai és negre al cel del nord[12]
- 2022 — Francesc Puigpelat, per Abril[13]
- 2023 — Cristina Canut Fernàndez per Aleteig[14][15][16][17][18][19]
- 2024 — Nil Forcada Vives per Tolls[20][21][22][23][24]